# Манет, Эдуардо
Эдуардо Манет (исп. Eduardo Manet, 19 июня 1930, Сантьяго-де-Куба, по другим сведениям — 19 марта 1927, Гавана) — кубинский и французский прозаик и драматург, киносценарист, режиссёр, актёр. Один из наиболее известных и авторитетных представителей кубинской диаспоры в Европе.

## Биография
Закончил Гаванский университет (1952). Выступал как театральный деятель, драматург и сценарист, часто и подолгу жил в Париже, учился у Тани Балашовой, играл в театральной труппе Жака Лекока. После подавления Пражской весны уехал в Европу насовсем. В 1979 получил французское гражданство. Начинал как драматург на испанском языке, затем — ещё до окончательного отъезда — перешёл на французский.

## Произведения
- Les Étrangers dans la ville, роман (1960)
- Un cri sur le rivage, роман (1963)
- Монахини/ Les Nonnes, драма (1969, пост. Роже Блена, премия Союза театральных деятелей имени Люнье-По)
- Eux; ou, La prise du pouvoir, драма (1971)
- Holocaustum; ou, Le borgne, драма (1972)
- Другой Дон-Жуан/ L’Autre Don Juan, драма (1976, по мотивам драмы Аларкона-и-Мендосы)
- Lady Strass, драма (1977)
- Un balcon sur les Andes, драмы (1978)
- День, когда Мэри Шелли встретилась с Шарлоттой Бронте/ Le jour où Marie Shelley rencontra Charlotte Brontë, драма (1979)
- La mauresque, роман (1982, переизд. 2009)
- Запретная зона/ Zone interdite, роман (1984)
- Les Chiennes, драмы (1987)
- Остров зелёной ящерицы/ L'Île du lézard vert, роман (1988, Гонкуровская премия лицеистов)
- Habanera, роман (1994)
- Monsieur Lovestar et son voisin de palier, драма (1995)
- Кубинская рапсодия/ Rhapsodie cubaine, роман (1996, премия Интералье)
- Viva Verdi: suivi de Mare Nostrum, драмы (1998)
- Об изгнании и любви/ D’amour et d’exil, роман (2001, премия сети книжных магазинов Relay)
- La sagesse du singe, роман (2001)
- Маэстро/ Maestro, исторический роман (2002)
- Mes années Cuba, роман (2004)
- Ma vie de Jésus, роман (2005)
- La conquistadora, роман (2006)
- Un Français au cœur de l’ouragan cubain (2006)
- Marrane, повесть (2007)
- Подруга майора Кастро/ La maîtresse du commandant Castro, роман (2009)
- Кубинец в Париже/ Un Cubain à Paris, роман (2009)
- La Mauresque, роман (2009)
- Три брата Кастро/ Les trois frères Castro, роман (2010)

## Признание
Драмы Манета активно ставятся во Франции, Европе и США, несколько из них экранизированы. Его произведения переведены более чем на 20 языков, включая иврит.
Кавалер французского Ордена искусств и литературы (1997). Почетный член Литературной академии Квебека.